# Fortim de Santo Inácio

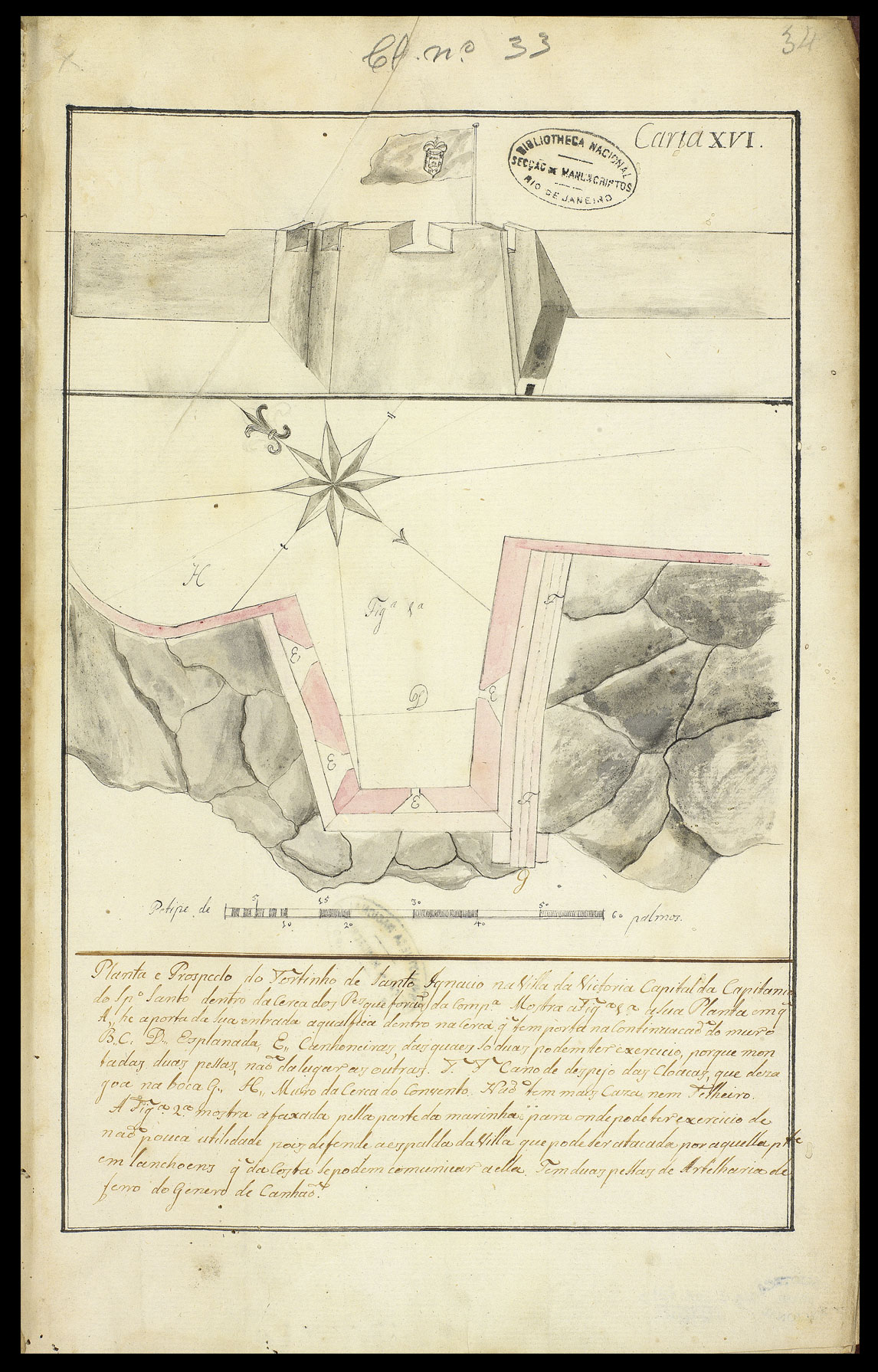
Fortim de Santo Inácio: Planta e prospecto por Luís dos Santos Vilhena. (1801)

O Fortim de Santo Inácio localizava-se na ilha de Santo Antônio (hoje ilha de Vitória), na extremidade sul da vila de Nossa Senhora da Vitória (hoje cidade da Vitória), no litoral do atual estado brasileiro do Espírito Santo.

## História
O vice-rei e capitão-general de mar-e-terra do Estado do Brasil, D. Vasco Fernandes César de Meneses (1720-1735), comissionou o engenheiro Nicolau de Abreu Carvalho para proceder aos reparos necessários às fortificações da baía do Espírito Santo, entre as quais esta. Considera-se 1726, como ano da construção da estrutura, que classifica como Fortim.
Erguido para defesa da marinha da vila, também foi conhecido como Forte de São Maurício. Por se situar em terreno que havia pertencido aos regulares da Companhia de Jesus, foi também conhecido como Reduto dos Padres. Considera-se o Fortim de Santo Inácio e o Fortim de São Maurício como estruturas distintas, o primeiro dentro da povoação e o segundo sobre a praia, ambos tendo sido reparados em 1764. A artilharia do primeiro seria em duas peças, e o segundo é classificado como uma Bateria.

A informação correta consta no título de uma planta colorida, no Arquivo Histórico Militar (Rio de Janeiro): 
"Planta e prospeto do fortinho de Santo Ignácio ou S. Maurício na vila da Vitória, levantada por José António Caldas de ordem do Conde de Azambuja em 1767: está dentro da cerca que foi dos Regulares Jesuítas e reparada de novo em 1764 pelo seu capitão."

## Características
Um relatório de 1724, feito por Dionísio Carvalho de Abreu, descreve este forte da seguinte maneira:
Reduto Santo Inácio: de forma quadrangular, com três peças de artilharia de calibre oito, todas desmontadas.
Já a planta feita em 1801 por Luís dos Santos Vilhena é acompanhada da seguinte descrição:
Planta e Prospecto do Fortinho de Santo Ignacio na Villa da Victoria Capital da Capitania do S.po Santo dentro da Cerca dos P.es que forão da Com.a Mostra a Fig.a 1ª a sua Planta em q.e A, he a porta da sua entrada a qual fica dentro da cerca q.e tem portal na Continuação do muro B., C, D., Esplanada, E, Canhoneiras, das quaes so duas podem ter exercicio, porque montadas duas pessas, não da lugar as outras. F. F Cano de despejo das cloacas, que dezagoa na boca G., G, Muro da Cerca do Convento. Não tem mais Caza nem Telheiro.

A Fig.a 2ª mostra a faxada pella parte da marinha, para onde pode ter exercicio de não pouca utilidade, pois defende a espalda [de encosto por detrás] da Villa, que pode ser atacada por aquella p.te em lanchoens q.e da Costa se podem comunicar a ella. Tem duas pessas de Artelharia de ferro do Genero de Canhão.